# Besiki
Besarion Zakarias dze Gabașvili (în georgiană ბესარიონ ზაქარიას ძე გაბაშვილი), cunoscut prin pseudonimul Besiki (în georgiană ბესიკი), (n. 1750, Tbilisi, Regatul Kartli – d. 24 ianuarie/4 februarie 1791, Iași, Moldova) a fost un poet, politician și diplomat georgian, cunoscut ca autor de poezii de dragoste și ode eroice rafinate, precum și pentru aventurile sale politice și amoroase.

## Viața
Besiki s-a născut și a crescut la Tbilisi, capitala Georgiei. El provenea dintr-o familie nobilă, care pretindea că descinde din orașul vechi Gibeon (în georgiană: Gabaoni) din Palestina. Poetul însuși a folosit frecvent numele de familie Gabaoni, o variantă a numelui Gabașvili. Printre strămoșii săi se aflau mitropolitul Timotei și poeții Nicoloz și Maria Gabașvili.
Tatăl lui Besiki, Zakaria, era un preot ortodox georgian și duhovnic al regelui Teimuraz al II-lea, fiind considerat în epocă un „bun cunoscător al filosofiei antice, predicator și orator, minunat poet și scriitor”. Zakaria a fost excomunicat și exilat în 1764, dar regele Erekle al II-lea i-a permis lui Besiki să rămână la curtea regală, unde a primit educație și a început o carieră de menestrel, stilul său liric din perioada de început fiind influențat de poezia persană și de contemporanul său mai vârstnic, poliglotul poet armean Sayat-Nova. În ciuda tinereții sale, Besiki și-a făcut mulți dușmani la curtea regală în mare măsură din cauza satirelor sale și a atacurilor jignitoare la adresa catolicosului Anton I. Au circulat zvonuri că Besiki avea o relație cu Ana, sora regelui Erekle, care era cu aproximativ 28 de ani mai în vârstă, zvonuri bazate în principal pe poemul său de dragoste დედოფალს ანაზედ („Reginei Ana”). În 1777 el a fost acuzat de sacrilegiu de către catolicosul Anton, care l-a numit Antihrist și l-a denunțat regelui. Ca urmare a acestui conflict, Besiki a fost exilat din Tbilisi și a trebuit să se mute în Regatul Imeriti (Georgia de Vest), unde a fost primit cu onoruri și numit cancelar de către regele Solomon I. Mai târziu, el a fost implicat în scurtul război pentru tronul Regatului Imeriti după moartea lui Solomon și a servit ca diplomat pentru următorul rege imeretian, Solomon al II-lea. Besiki s-a implicat din nou în intrigile de la curte. Afecțiunea sa de trubadur pentru mai tânăra soție a lui Solomon al II-lea, Ana, născută Orbeliani, s-ar putea să fi fost motivul pentru care a fost trimis de rege în misiuni periculoase. Ultima sa misiune în Imperiul Rus era destinată să asigure protecția Rusiei pentru Regatul Imeriti în timpul Războiului Ruso-Turc (1787-1792). Timp de trei ani, el l-a însoțit pe feldmareșalul rus Potiomkin în campania împotriva Imperiului Otoman, dar a murit în mod neașteptat la Iași, Moldova (25 ianuarie 1791), fiind înmormântat în cimitirul din jurul fostei Biserici „Sfânta Vineri”.
Biserica și clădirile adiacente, plus cimitirul, au fost demolate în 1879, iar locul exact al mormântului lui Besiki nu se mai cunoaște. Piatra de mormânt, ornată cu vechi motive georgiene, a fost păstrată pentru un timp la Mănăstirea Golia, apoi în sectorul demolat al Lapidarium-ului, iar ulterior a ajuns în inventarul Muzeului de Istorie a Moldovei. Ea conține următoarea inscripție: „În acest mormânt zace Principele Visarion Zaharovici Gabașvili, care a fost trimis ambasador al țarului David pe lângă prea înalta Curte împărătească a Rusiei și a sfârșit aici la Iași la 40 de ani - 1791, ianuarie 24. La trecători cer iertare”.

## Opera poetică
Din cauza vieții agitate și a călătoriilor permanente în străinătate ale lui Besiki, multe dintre manuscrisele sale au fost iremediabil pierdute. Poeziile sale nu au fost publicate în cursul vieții sale, dar sute de copii ale manuscriselor sale au circulat zeci de ani după moartea lui; titlurile multor poezii pot fi invenții ale copiștilor amatori.
Moștenirea poetică diversă a lui Besiki este notabilă pentru muzicalitatea deosebită a versurilor, bogăția aliterațiilor și varietatea rimelor. Cele mai frumoase poezii ale sale – სევდის ბაღს შეველ („Am intrat în Grădina Melancoliei”), მე მივხვდი მაგას შენსა ბრალებსა („Am înțeles acuzațiile tale”), შაშვნი შავნი („Mierle”) și, mai presus de toate, ტანო ტატანო („Statura frumuseții”) și დედოფალს ანაზედ („Reginei Ana”) – sunt dedicate dragostei pasionate, uneori explicit erotice, cu o tentă de melancolie și un ton elegant. Cele mai cunoscute poeme eroice sunt ასპინძისათვის („Bătălia de la Aspindza”) și რუხის ომი („Bătălia de la Rukhi”), ambele dedicate victoriilor militare georgiene asupra turcilor și, respectiv, asupra oștilor abhazo-cercheze. În „Bătălia de la Aspindza”, Besiki laudă bravura armatei georgiene în Bătălia de la Aspindza (1770) și elogiază priceperea militară a prințului David Orbeliani, un comandant al avangardei georgiene și el-însuși un poet talentat. În același timp, poezia este o acuzare literară a comandantului rus Todtleben care i-a abandonat pe aliații georgieni înainte de luptă. Besiki a stăpânit, de asemenea, poezia satirică, cele mai remarcabile exemple fiind რძალ-დედამთილიანი („Soacra și nora”) și ჭაბუა ორბელიანზე („Chabua Orbeliani”). Poetul face uz în compozițiile lirice de unele metode noi de versificație și a inventat unele cuvinte noi, înnoind și îmbogățind poezia georgiană cu metafore proaspete. Besiki are o importanță considerabilă în istoria literaturii georgiene, fiind considerat „ultimul mare reprezentant al literaturii vechi georgiene”, care „a reînviat formele tradiționale ale poeziei, dominate mai ales de genul epopeic, dar le-a depășit prin inventivitate”. Opera sa poetică i-a influențat puternic pe romanticii georgieni de la începutul secolului al XIX-lea și a răsunat din nou în lucrările lor în mai multe ocazii.

## Traduceri în limba română
Prima traducere în limba română a operei poetice a lui Besiki a fost volumul de versuri Oștile tristeții, publicat de Editura Junimea din Iași în 1977. Cartea a fost publicată prin strădania doamnei Fanny Gingihașvili, cea care a înființat, în 1962, primul curs de limbă și literatură română la Universitatea din Tbilisi. Poeziile au fost traduse de Dumitru M. Ion. Prefața cărții a fost scrisă de Fanny Gingihașvili, iar postfața de poetul Dinu Flămând. O a doua ediție a cărții a fost publicată în ianuarie 2019.

## Bustul lui Besarion Gabașvili din Iași
Odată cu apariția primei traduceri în limba română a operei poetice a lui Besiki a fost lansată inițiativa amplasării unui bust al poetului georgian la Iași. Această inițiativă s-a materializat după mai mult de 40 de ani prin strădania inginerului Gary Gingihașvili, fiul profesoarei Fanny Gingihașvili și un cunoscător al limbii și civilizației române, și a Fundației Culturale Georgiene. Bustul a fost realizat din bronz de sculptorul georgian David Maisuradze, șeful Catedrei de Sculptură de la Academia de Arte din Tbilisi și autor al mai multor lucrări monumentale pe tot cuprinsul Georgiei, și a fost donat apoi Primăriei municipiului Iași. Cheltuielile au fost acoperite prin contribuția unor etnici georgieni aflați în mai multe țări europene.
Monumentul poetului Besarion Gabașvili a fost amplasat într-un mic ansamblu memorial din centrul civic al orașului Iași, în zona fostului cimitir, în apropierea Bisericii Bărboi, și a fost dezvelit în 24 ianuarie 2019 în prezența primarului Mihai Chirica și a unei delegații georgiene formate din Nikoloz Nikolozishvili, ambasadorul Georgiei în România, Isko Daseni, președintele Grupului Parlamentar de Prietenie Georgia - România, și Beka Kurashvili, șeful Dezvoltării infrastructurii din orașul georgian Kutaisi. În aceeași zi a fost lansată ediția a II-a a volumului Oștile tristeții, în traducerea lui Dumitru M. Ion, și a fost semnat un acord de cooperare între orașele Iași și Kutaisi (al doilea oraș ca mărime al Georgiei).

## Legături externe
- ka  A collection of Besiki’s poems. Georgian eBooks. National Parliamentary Library of Georgia.